# Batllori
Batllori es una entidad de población española del municipio de Esponellá, perteneciente a la provincia de Gerona, en la comunidad autónoma de Cataluña.

## Toponimia
El lugar puede aparecer referido con las grafías «Batllori» y «Vallorí».

## Historia
Hacia mediados del siglo XIX, el lugar ya pertenecía a Esponellá. Aparece descrito en el decimoquinto volumen del Diccionario geográfico-estadístico-histórico de España y sus posesiones de Ultramar de Pascual Madoz con las siguientes palabras:

VALLORÍ: barrio ó cas. en la prov. y part. jud. de Gerona, ayunt. de Esponella, de cuyo l. depende en todo.
(Madoz, 1849, p. 606)

En 2022, tenía empadronados veintiún habitantes.